# Marterpfahl Verlag
Der Marterpfahl Verlag ist ein im November 1996 von Rüdiger Happ, Sohn von Heinz Happ, in Nehren bei Tübingen gegründeter Verlag für sadomasochistische Literatur. Im Oktober 2008 verkaufte er das hunderttausendste Buch; allein von dem sich eher an ein Mainstream-Publikum richtenden Bestseller „Sex für Fortgeschrittene“ von Arne Hoffmann wurden in sämtlichen Ausgaben insgesamt über 40.000 Stück verkauft.

## Publikationen
Zu den Titeln des Verlags gehören Neuausgaben von Klassikern wie die „Dornröschen“-Trilogie von Anne Rice alias Anne Roquelaure, „9½ Wochen“ von Ingeborg Day alias Elizabeth McNeill und – unter dem Titel „Unterm Pantoffel“ – „Die Weiberherrschaft“, ein frühes Beispiel von Feminisierung und Femdom, ferner diverse Ratgeber zum Thema Erotik und BDSM.
Die inzwischen über 100 Titel des Verlags decken viele Spielarten des BDSM ab: Femdom und Maledom, Ageplay, Windelfetischismus, Petplay, Keuschhaltung und Spanking.
Zu den Autoren gehören unter anderen Arne Hoffmann (auch unter dem Pseudonym Cagliostro), Tomás de Torres, Marcel Feige (unter dem Pseudonym Christoph Brandhurst), Simone Maresch und Isabella Bach.
Zu den Covergirls und Titelbildzeichnern des Verlags gehören Dita von Teese und Ronald Putzker.

## Kritik
Der Web- und Blogauftritt des Marterpfahl Verlags wurde 2007 von Peter Kratz stellvertretend für die gesamte Sexszene im Internet als Beispiel zitiert. Er zeige, wie die Neonaziszene versuche, mit Beiträgen auf diversen Seiten, die sich mit sexuellen Inhalten befassen, auf subtile Weise Verlinkungen und Verbindungen zu ihren Propagandaseiten herzustellen. Dabei dienten der Verlag und der Blog lediglich als stellvertretende Beispiele.